# António José da Silva
António José da Silva Coutinho (São João de Meriti, 8 de maio de 1705 – Lisboa, 19 de outubro de 1739) foi um escritor e dramaturgo luso-brasileiro, nascido no Brasil Colônia. Formado na universidade de Coimbra, escreveu o conjunto da sua obra em Portugal entre 1725 e 1739. Apelidado "O Judeu", foi torturado, esquartejado e queimado na fogueira pela Inquisição, num auto de fé. É hoje considerado um dos maiores dramaturgos portugueses de todos os tempos e o precursor da modinha.
O romancista português Camilo Castelo Branco retratou a vida de várias gerações da família de António José da Silva até à sua morte na sua obra O Judeu. A história de António José da Silva também inspirou Bernardo Santareno, igualmente de origem judaica, a escrever a peça O Judeu (1966). A sua vida é ainda retratada no filme luso-brasileiro O Judeu (1995). A Fundação Nacional de Artes - Funarte e o Camões Instituto da Cooperação e da Língua Portuguesa instituíram o Prêmio Luso-Brasileiro de estímulo a dramaturgia António José da Silva no ano de 2007. Portugal dedicou-lhe um selo a 7 de junho de 2010, na série Teatro em Portugal, que reproduz uma cena da peça "Guerras do Alecrim e da Manjerona", sob o título "António José da Silva (O Judeu)".

## Biografia
António José da Silva nasceu no engenho do avô materno, Balthazar Rodrigues Coutinho, no bairro da Covanca, na atual cidade de São João de Meriti, no Rio de Janeiro. Era filho do advogado e poeta João Mendes da Silva. Mudou-se ainda pequeno com a família para a Freguesia da Candelária (hoje parte do centro da capital carioca). Batizado no catolicismo, mas de origem judaica, foi vítima da perseguição que dizimou a comunidade dos cristãos-novos do Rio de Janeiro em 1712. Pensa-se que terá conseguido manter a sua fé judaica secretamente. Mas, sua mãe, Lourença Coutinho foi bem menos sucedida. Acusada de judaísmo, foi deportada para Portugal onde foi processada pela Inquisição. O pai de António decidiu então partir para Portugal, para estar próximo de sua mulher, levando o jovem António consigo. A família instalou-se a seguir na Metrópole.
Em Portugal, António José da Silva estudou direito na Universidade de Coimbra, onde se inscreveu em 1725. Interessado pela dramaturgia, escreveu uma sátira, que serviu de pretexto às autoridades para prendê-lo, acusado de práticas judaizantes, com sua mãe e sua esposa, a 8 de agosto de 1726. Embora fosse amigo de Alexandre de Gusmão, conselheiro do rei dom João V (1706–1750), foi torturado a 16 de agosto e 23 de setembro, tendo ficado parcialmente inválido durante algumas semanas, o que o impediu de assinar a sua "reconciliação" com a Igreja Católica, acabando por fazê-lo em grande auto-de-fé de 23 de outubro. Salvou sua vida admitindo ter seguido práticas da lei mosaica. Depois de ter abjurado seus erros, foi posto em liberdade. Sua mãe só foi liberta três anos mais tarde, em outubro de 1729, depois de ter sido torturada e figurada como penitente em outro auto-da-fé.
Depois de ter praticado três anos seu ofício de advogado, acabou por retomar sua atividade literária, sendo considerado o maior dramaturgo português da sua época. Escritor prolífico, escreveu sátiras em que criticava num modo burlesco o ridículo da sociedade portuguesa, usando referências frequentes à mitologia e aos autores da Antiguidade e da Península Ibérica, nomeadamente Don Quixote. Devido a partes orquestrais importantes, árias e conjuntos cantados, suas peças podem quase ser consideradas óperas. A única música que sobreviveu foi composta por António Teixeira.
Conhecido pela facilidade e verve cómica das suas sátiras, José da Silva fez muitos inimigos contra os quais o conde de Ericeira o protegeu, mas após a morte deste último, o dramaturgo e escritor foi denunciado como suspeito de judaísmo à Inquisição. Foi preso de novo em 1737, em Lisboa com a mãe, a tia, o irmão (André) e a sua mulher, Leonor Maria de Carvalho, que se encontrava grávida. Morreu no dia 19 de outubro de 1739 na fogueira às mãos da Inquisição, num auto de fé. António José da Silva é ainda hoje considerado o mais famoso dramaturgo português do seu tempo.

## Obra
As suas comédias ficaram conhecidas como a obra de "O Judeu" e foram encenadas frequentemente em Portugal nos anos da década de 1730. Influenciado pelas ideias igualitárias do Iluminismo francês, o dramaturgo ligou-se a um grupo de “estrangeirados”, formado por eminentes figuras como o diplomata luso-brasileiro Alexandre de Gusmão (1695-1753), o principal conselheiro do rei D. João V.
Sua obra teatral inspirava-se no espírito e na linguagem do povo, rompendo com os modelos clássicos e incorporando o canto e a música como elemento do espectáculo. Uma delas foi "Vida do Grande Dom Quixote de La Mancha", representada em 1733.
Oito de suas óperas foram publicadas em 1744 em dois volumes, na série que ostenta o título Theatro comico portuguez, recuperadas em 1940, pelo investigador Luís Freitas Branco. Mais tarde o musicólogo Felipe de Souza confirmou a parceria de António José com o padre Antonio Teixeira, autor das músicas.
Escreveu também poemas, um deles publicado por Francisco Adolfo Varnhagen, em 1850, em seu Florilégio da poesia brasileira. Este usa de recursos da poesia barroca, tal como o maneirismo.

## Pormenores do processo da Inquisição
Em 1737, António foi preso pela Inquisição, juntamente com a mãe e a esposa (Leonor de Carvalho, com quem casara em 1728, que era sua prima e também judia). A mãe e a mulher seriam libertadas posteriormente.
António José da Silva foi novamente torturado. Descobriram que era circuncidado. Uma escrava negra testemunhou que ele observava o Shabbat. O processo decorreu com notória má-fé por parte do tribunal e António José da Silva foi condenado, apesar de a leitura da sentença deixar transparecer que ele não seria, de facto, judaizante.
Como era regra com os prisioneiros que, condenados, afirmavam desejar morrer na fé católica, António José da Silva foi garrotado antes de ser queimado num Auto-de-Fé em Lisboa em outubro de 1739. Sua mulher, que assistiu à sua morte, morreria pouco depois.

## Sobre
- Antônio José ou O poeta e a inquisição (1838)
- A obra O Judeu do romancista português Camilo Castelo Branco (1825–1890) retrata a vida de várias gerações da família de António José da Silva até à sua morte.[7][8]
- A história António José da Silva inspirou Bernardo Santareno, ele próprio de origem judaica, a escrever a peça O Judeu.[9][10]
- Mais recentemente, a vida de António José da Silva foi encenada por Jom Tob Azulay no filme O Judeu, de 1995. No filme, António José foi interpretado pelo ator Felipe Pinheiro, que faleceu ainda durante as filmagens.

## Peças e textos
- Vida do grande D. Quixote de la Mancha e do gordo Sancho Pança (1733)
- Esopaida ou Vida de Esopo (1734)
- Os Encantos de Medeia (1735)
- Anfitrião ou Júpiter e Alcmena (1736)
- Labirinto de Creta (1736)
- As Variedades de Proteu (1737)
- Guerras do Alecrim e da Manjerona (1737)
- Precipício de Faetonte (1738)
- El Prodígio de Amarante (Comédia, escrita em castelhano, cerca de 1737)
- Amor Vencido de Amor e Os Amantes de Escabech (ambas perdidas)

Existe ainda um manuscrito na Biblioteca da Academia de Ciências de Lisboa que atribui a António José da Silva a autoria da novela exemplar e picaresca Obras do Diabinho da Mão Furada. No entanto, um outro manuscrito de António José Saraiva, depositado na Biblioteca Nacional de Lisboa, atribui essa mesma obra a Pedro José da Fonseca.